# Maxus G20
La Maxus G20  è un'autovettura prodotta dalla casa automobilistica cinese Shanghai Automotive Industry Corporation (SAIC) con marchio Maxus dall'ottobre 2019.

## Profilo
La G20 è una monovolume di grandi dimensioni, lanciata sul mercato cinese nell'aprile 2019 durante il salone di Shanghai. 
La Maxus G20 si basa sulla piattaforma della Maxus G10, dalla quale differisce per le motorizzazioni, gli interni e gli esterni. La G20 è disponibile con 3 motorizzazioni: un turbo benzina siglato 20L4E da 2,0 litri che produce 224 cavalli, un aspirato da 2,4 litri che produce 143 cavalli e un turbodiesel di derivazione Fiat da 1,9 litri che produce 150 cavalli.